# Équipe de Côte d'Ivoire féminine de basket-ball
Cet article traite de l'équipe féminine. Pour l'équipe masculine, voir Équipe de Côte d'Ivoire masculine de basket-ball.
Maillots
L'équipe de Côte d'Ivoire féminine de basket-ball est l'équipe nationale qui représente la Côte d’Ivoire lors des compétitions internationales féminine de basket-ball. Elle est placée sous l'égide de la Fédération Ivoirienne de Basket-Ball (FIBB). L'équipe est affiliée à la FIBA depuis 1961. Son surnom est "Les Éléphants".
La Côte d'Ivoire ne s'est jamais qualifiée pour la coupe du monde ni pour les Jeux olympiques. Son meilleur classement aux championnats d'Afrique est une quatrième place obtenue en 1977 et en 2009.

## Histoire
La Côte d'Ivoire est quart de finaliste lors de l'AfroBasket qui se déroule du 18 au 26 septembre 2021 à Yaoundé au Cameroun. Le vainqueur de l'édition 2021 est le Nigéria.
L’équipe remporte pour la première fois la médaille d’or aux Jeux de la Francophonie de 2013, malgré le départ précipité de trois joueuses. Elles battent en finale la fédération de Wallonie/Bruxelles (87-70).

## Résultats

### Palmarès
| Compétitions mondiales                             | Compétitions continentales | Autres compétitions                               |
| -------------------------------------------------- | -------------------------- | ------------------------------------------------- |
| - Jeux olympiques - Néant - Coupe du monde - Néant | - AfroBasket - Néant       | - Jeux de la Francophonie (1) - Vainqueur en 2013 |

### Parcours en compétitions internationales

#### Jeux olympiques
| Année | Position      |      | Année         | Position |               | Année | Position |
| 1976  | Non qualifiée | 1996 | Non qualifiée | 2016     | Non qualifiée |       |          |
| 1980  | Non qualifiée | 2000 | Non qualifiée | 2020     | Non qualifiée |       |          |
| 1984  | Non qualifiée | 2004 | Non qualifiée | 2024     | Non qualifiée |       |          |
| 1988  | Non qualifiée | 2008 | Non qualifiée | 2028     | -             |       |          |
| 1992  | Non qualifiée | 2012 | Non qualifiée | 2032     | -             |       |          |

#### Coupe du monde
| Année | Position           |      | Année         | Position |               | Année | Position |
| 1953  | Équipe inexistante | 1979 | Non qualifiée | 2006     | Non qualifiée |       |          |
| 1957  | Équipe inexistante | 1983 | Non qualifiée | 2010     | Non qualifiée |       |          |
| 1959  | Équipe inexistante | 1986 | Non qualifiée | 2014     | Non qualifiée |       |          |
| 1964  | Non qualifiée      | 1990 | Non qualifiée | 2018     | Non qualifiée |       |          |
| 1967  | Non qualifiée      | 1994 | Non qualifiée | 2022     | Non qualifiée |       |          |
| 1971  | Non qualifiée      | 1998 | Non qualifiée | 2026     | -             |       |          |
| 1975  | Non qualifiée      | 2002 | Non qualifiée | 2030     | -             |       |          |

#### AfroBasket
| Année | Position      |      | Année         | Position     |               | Année | Position |
| 1966  | Non qualifiée | 1990 | 6e            | 2013         | 7e            |       |          |
| 1968  | Non qualifiée | 1993 | 5e            | 2015         | Non qualifiée |       |          |
| 1970  | Non qualifiée | 1994 | 5e            | 2017         | 5e            |       |          |
| 1974  | Non qualifiée | 1997 | Non qualifiée | 2019         | 8e            |       |          |
| 1977  | 4e            | 2000 | 8e            | 2021         | 7e            |       |          |
| 1979  | Non qualifiée | 2003 | Non qualifiée | 2023         | 11e           |       |          |
| 1981  | 5e            | 2005 | Non qualifiée | 2025         | 7e            |       |          |
| 1983  | 5e            | 2007 | Non qualifiée | 2027         | -             |       |          |
| 1984  | Non qualifiée | 2009 | 4e            | Pays inconnu | -             |       |          |
| 1986  | Non qualifiée | 2011 | 8e            | Pays inconnu | -             |       |          |